# Valafrido Estrabão
Valafrido (em latim: Walafridus; c. 808–18 de agosto de 849), dito Estrabo ou Estrabão (em latim: Strabo ou Strabus, "estrábico" ou "vesgo") foi um monge e teólogo franco. Com exceção de suas obras, nada se sabe sobre sua vida. Valafrido escreveu obras teológicas, históricas e poesias.

## Obras

### Obras teológicas
Há uma exposição sobre os primeiros vinte salmos (publicado por Pez. in Thes. Anecdota nova, iv.) e uma epítome do comentário de Rábano Mauro commentary sobre o Levítico. Além disso, uma "Expositio quatuor Evangeliorum" ("Exposição sobre os Quatro Evangelhos") é também atribuída a ele.

#### De exordiis et incrementis quarundam in observationibus ecclesiasticis rerum
De particular interesse é sua "De exordiis et incrementis quarundam in observationibus ecclesiasticis rerum", escrita entre 840 e 842 para Regimberto, o Bibliotecário. Em 32 capítulos, a obra trata de diversos assuntos da igreja: costumes, igrejas, altares, orações, sinos, imagens e a Comunhão. Incidentalmente, Valafrido introduz em suas explicações expressões germânicas de uso corrente na época para o tema que está tratando, com a desculpa que Salomão teria dado-lhe o exemplo ao manter macacos e pavões em sua corte. De especial interesse é o fato de Valafrido, em sua explicação sobre a missa, não demonstra nenhum traço da doutrina da transubstanciação ensinada pelo seu famoso contemporâneo Radberto; de acordo com ele, Cristo deu aos discípulos os sacramentos de seu Corpo e Sangue na substância do pão e do vinho e os ensinou a celebrá-los como um memorial de sua Paixão.
No capítulo final, Valafrido descreve um corpo hierárquico de leigos e clérigos utilizando metáforas paulinas (como em I Coríntios 12:11–27) para sublinhar a importância de tal unidade orgânica. Ao fazê-lo, articula sua visão sobre a natureza do serviço público, idealmente baseado num senso de responsabilidade a respeito da sociedade como um todo. Enquanto Johannes Fried evita associar demais este esquema idealizado com as ideias correntes sobre estado e a corte na época do reinado de Luís, o Piedoso, Karl Ferdinand Werner e Stuart Airlie são mais simpáticos a atribuir uma grande relevância a sua influência no pensamento contemporâneo: para eles, o que atrai ainda mais na obra é que ela foi escrita por um membro da corte, representando portanto uma "visão a partir do centro".

### Obras históricas e poéticas
As principais obras históricas são a "Vita sancti Galli" ("A Vida de São Galo"), em verso, que, embora escrita quase dois séculos depois da morte do santo, é ainda a principal fonte autoritativa para sua vida, e uma outra hagiografia, mais curta, contando a vida de São Otemar, abade da Abadia de São Galo (m. 759). Uma edição crítica de ambas por E. Dümmler foi publicada na "Monumenta Germaniae Historica", "Poetae Latini", ii. (1884), p. 259 ff.
As obras poéticas de Valafrido incluem ainda uma curta "Vida de São Blatmaco", um monge bem-nascido de Iona assassinado pelos danos na primeira metade do século IX; uma "Vida de São Mamas" e a "Liber de visionibus Wettini". Este, assim como os dois anteriores, escrito em hexâmetros, foi composto a pedido do padre Adalgiso e baseado na narrativa em prosa de Heto, abade de Reichenau entre 806 e 822. Ela é dedicada a Grimaldo, irmão de Uetino (Wettin), professor de Valafrido. Na época que a enviou, conta o próprio na obra, tinha acabado de fazer dezoito anos e implora a Grimaldo que revise seus versos pois "como não é legal um monge esconder qualquer coisa de seu abade", ele teme ser surrado. Nesta curiosa obra, Uetino vê Carlos Magno sofrendo no purgatório por sua incontinência sexual. O nome do imperador é apenas aludido no texto, mas as letras de "Carolus Imperator" são as iniciais da frases da passagem. Muitos dos demais poemas de Valafrido são ou incluem curtos vocativos ao reis e rainhas (Lotário I, Carlos, Luís, Pepino III, Judite) e a amigos (Einhard, Grimaldo, Rábano Mauro, Tatão, Ebão de Reims, Drogo de Metz).
Seu poema mais famoso é Hortulus, dedicado a Grimaldo. Trata-se de um relato sobre um pequeno jardim que ele costumava cuidar com suas próprias mãos e repleto de descrições das várias plantas que cultiva ali, incluindo seus usos medicinais e corriqueiros. A sálvia comum ocupa o lugar de honra, seguida pela arruda, antídoto contra venenos; seguem melões, funchos, lírios, papoulas e muitas outras plantas até chegar na rosa, "que, no perfume e na virtude, supera todas as demais plantas e pode com justiça ser chamada de flor das flores".
O curioso poema "De Imagine Tetrici" tem o formato de um diálogo e foi inspirado por uma estátua equestre de um imperador nu a cavalo — acreditava-se ser Teodorico, o Grande — que ficava à frente do Palácio de Carlos Magno em Aachen
O Codex Sangallensis 878 pode ser o breviário pessoal de Valafrido, iniciado quando ele era ainda um estudante em Fulda.

### Obras atribuídas a Valafrido
Johannes Trithemius, abade de Sponheim (1462-1516), creditou-lhe a Glossa Ordinaria da Bíblia, uma obra que, contudo, data do século XII. A atribuição incorreta permaneceu até meados do século XX. Atualmente a "Glossa" é atribuída a Anselmo de Laon e seus seguidores.